# 크래쉬 밴디쿳 (비디오 게임)
《크래쉬 밴디쿳》(Crash Bandicoot)은 너티독이 개발하고, 소니 컴퓨터 엔터테인먼트가 플레이스테이션용으로 배급한 플랫폼 비디오 게임이다. Crash Bandicoot N. Sane Trilogy 컬렉션에 포함된 리마스터 버전은 2017년 플레이스테이션 4에 출시될 예정이다.
《크래쉬 밴디쿳》은 크래쉬 밴디쿳 시리즈의 첫 번째 게임이다.
《크래쉬 밴디쿳》은 대체적으로 게임 그래픽과 고유한 시각 스타일 면에서 비평가들로부터 긍정적인 평가를 받았으나 플랫폼 게임으로서의 혁신 부족과 제어 면에서 비판을 받았다.

## 평가
크래쉬 밴디쿳은 비평가들에게 대체적으로 호의적인 평가를 받았으며, 특히 그래픽스 면에서 대부분 긍정적인 평이 있었다.

## 참고 문헌
- Universal Staff (1996). 《Crash Bandicoot Instruction Booklet》. Sony Computer Entertainment. SCUS-94244.